# Universitat Internacional d'Andalusia
La Universitat Internacional d'Andalusia (UNIA) va ser creada el 1994 amb la finalitat de completar el sistema universitari andalús, oferint cursos i postgraus que no es trobaven presents en cap de les altres universitats andaluses.
Compta amb quatre seus permanents: 
- Seu Antonio Machado, a Baeza (Jaén).
- Seu Iberoamericana Santa María de La Ràbida, a Palos de la Frontera (Huelva).
- Seu de La Cartuja, a La Cartuja (Sevilla).
- Seu de Màlaga.